# Lajos Pósa
Lajos Pósa (auch als Louis Pósa zitiert; * 9. Dezember 1947) ist ein ungarischer Mathematiker, der sich mit Graphentheorie und Kombinatorik beschäftigt.
Posa war der Sohn einer Mathematikerin und galt als Wunderkind. Paul Erdős, der zwischen seinen Reisen in Ungarn immer nach neuen Talenten Ausschau hielt, förderte ihn früh als seinen Lieblingsschüler. Erdős erzählt, dass er gleich bei ihrer ersten Begegnung 1959 sehr beeindruckt von ihm war, als er beim Essen in nur einer halben Minute ein Problem löste, für das Erdős früher nach eigenen Worten zehn Minuten gebraucht hatte: gegeben seien (n +1) Zahlen kleiner oder gleich 2n. Man zeige, dass mindestens ein Paar aus dieser Menge relativ prim ist. Bald schon löste er von Erdős vorgeschlagene Probleme in Graphentheorie und Ramseytheorie, und mit 14 Jahren konnte man mit ihm nach Erdős wie mit einem ausgebildeten Mathematiker reden.
Er gab 1962 neue notwendige Bedingungen für die Existenz von Hamiltonwegen. Kurz zuvor erschien seine erste gemeinsame Veröffentlichung mit Erdős.
Posa war an der Universität Budapest und dem Alfred-Renyi-Institut der Ungarischen Akademie der Wissenschaften beschäftigt. Später wandte er sich zur Enttäuschung von Erdős ganz der Mathematikpädagogik für Kinder und Jugendliche zu. Einige bekannte ungarische Mathematiker zählen zu seinen Schülern (wie László Babai, Gábor Tardos und Imre Z. Ruzsa).
2000 erhielt er das Karolyi-Simonyi-Forschungsstipendium.

## Preise und Auszeichnungen
- 1981 Beke Manó-Gedächtnispreis[6]
- 1989 Preis für die Unterstützung von Kindern („Gyermekekért“ díj)[7]
- 1994 Beke Manó Preis I. Grades der Bolyai János Mathematical Society[6]
- 1998 Offizierskreuz des Verdienstordens der Republik Ungarn[7]
- 2000 Charles-Simonyi-Stipendium[7]
- 2008 MOL-Preis für Begabtenförderung („Tehetséggondozásért“ díj)[8]
- 2011 Széchenyi-Preis[7][9]
- 2014 Prima Primissima-Preis[7]